# Bernart de Ventadorn

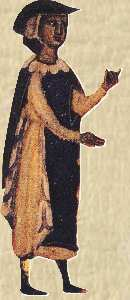
Medeltida framställning av Bernart de Ventadorn

Bernart de Ventadorn, född ungefär under 1130-talet, död ungefär under 1190-talet, var en av de medeltida provensalska trubadurerna. Han skrev på det romanska språk som ofta kallas provensalska eller langue d'oc, men som i vetenskapliga sammanhang numera går under beteckningen occitanska.

## Biografi
Han föddes troligen någon gång mellan 1130 och 1140 på slottet Ventadorn i Limousin. Det finns få tillförlitliga uppgifter om hans liv, men enligt legenden var han av enkel härkomst, son till tjänstefolket på slottet. Han ska ha upptäckts av fursten Eble, slottsherre på Ventadorn, och av denne skolats till trubadur. Det är oklart om namnet Eble syftar på Eble II (död 1147), som själv var trubadur, eller på dennes son och efterträdare Eble III. Bernart lovprisar själv, i en av sina sånger, "l'escola n'Eblon" (d.v.s. "Ebles skola") och önskar att han kunde leva upp till den. Enligt legenden förälskade han sig sedan i sin herres hustru, till vilken hans tidiga kärlekssånger ska vara tillägnade, och tvingades därför att lämna Ventadorn.
Han antas därefter ha tillbringat en del tid hos kung Henrik II av England och dennes gemål Eleonora av Akvitanien. Hon var dotterdotter till Guilhem de Peitus, som brukar kallas "den förste trubaduren" (även om han sannolikt hade föregångare, och minst en samtida i Eble II, av vilka dock inte några dikter finns bevarade). Eleonora omtalas som en ivrig förespråkare för trubadurkonsten.
Bernart verkade sedan troligen hos greve Raimond V av Toulouse. Han ska efter dennes död 1194 ha gått i kloster, och alltså slutat sina dagar som munk runt sekelskiftet 1200.
Av Bernart de Ventadorn finns 45 dikter bevarade, varav 19 med musik. Jämfört med flera andra av trubadurerna, vilkas verk kan vara medvetet svårtolkade (i den stil som kallades trobar clus), är hans diktning till innehållet enkel och lättillgänglig; dock med den sedvanligt virtuosa rimflätning som kännetecknar trubadurlyriken. Han skrev framför allt kärleksvisor, cansos, och tycks därmed inte ha intresserat sig för den mer satiriska genre, sirventes, som flera andra odlade vid sidan av kärleksdiktandet. I Bernarts dikter märks tydligt det höviska kärleksideal, amor fin, som omhuldades vid de provensalska hoven och i trubadurernas sånger. Bland hans mest kända dikter finns sången "Can vei la lauzeta mover".